# Jean Speckel
Jean (Richard, Antoine) Speckel, né le 8 avril 1904 à Besançon (Doubs) et exécuté le 11 juin 1940 à Cressonsacq (Oise), est un militaire français. Capitaine du 16e régiment de tirailleurs sénégalais, il est abattu durant le massacre du bois d'Eraine,,.

## Biographie
Affecté au 16e régiment de tirailleurs sénégalais, Jean Speckel effectue des missions telle que la surveillance du camp de Septfonds. Le 5 avril 1940 son unité rejoint la 4e division d'infanterie coloniale sur la ligne Maginot, alors sous le feu de la bataille d'Amiens. Après d'âpres combats et de lourdes pertes, ses hommes ne sont plus capables de résister et se rendent à l'ennemi ; alors que les nazis organisent la séparation des soldats métropolitains et coloniaux le 11 juin, il n'hésite pas à prendre la défense de ces derniers assurant an allemand « sa fierté d‘avoir commandé des soldats tels que les Sénégalais,. » En représailles de ses positions, il est abattu d'une balle dans la nuque avec sept autres officiers,. Le massacre fut en réalité beaucoup plus large, puisque au moins 64 uniformes ont été exécutés. Extrait d'une fosse commune, Jean Speckel est inhumé dans la nécropole nationale de Cambronne-lès-Ribécourt, ; il est reconnu mort pour la France,, nommé Chevalier de la Légion d’Honneur,, récipiendaire de la Croix de Guerre, son nom est inscrit sur la stèle commémorative du bois d’Eraine, ainsi que sur le monument aux morts et sur une plaque commémorative au collège Ingres à Montauban où il fut élève,. 